# Инстигатор великий литовский
Инстигатор великий литовский (лат. Instigator Magni Ducatus Lithuaniae) — должностное лицо в Великом княжестве Литовском. Исполнял функции главного прокурора государства.
В Польше введён в 1557 году. В ВКЛ впервые упоминается в 1565 году, с XVII века имел заместителем  вице-инстигатора. С XVIII века дигнитарская должность.
Выступал по всем делам, не очерченым в праве, вносил жалобы об измене государству и оскорблении величества великого князя. Надзирал за доходами со столовых имений великого князя, вносил жалобы против должностных лиц по хозяйственным делам. Заседал в задворном асессорском суде (с правом совещательного голоса) и референдарском, подчинялся канцлеру.
На сейме 1775 года вице-инстигаторы были уравнены в правах с инстигаторами, которых после этого было двое.

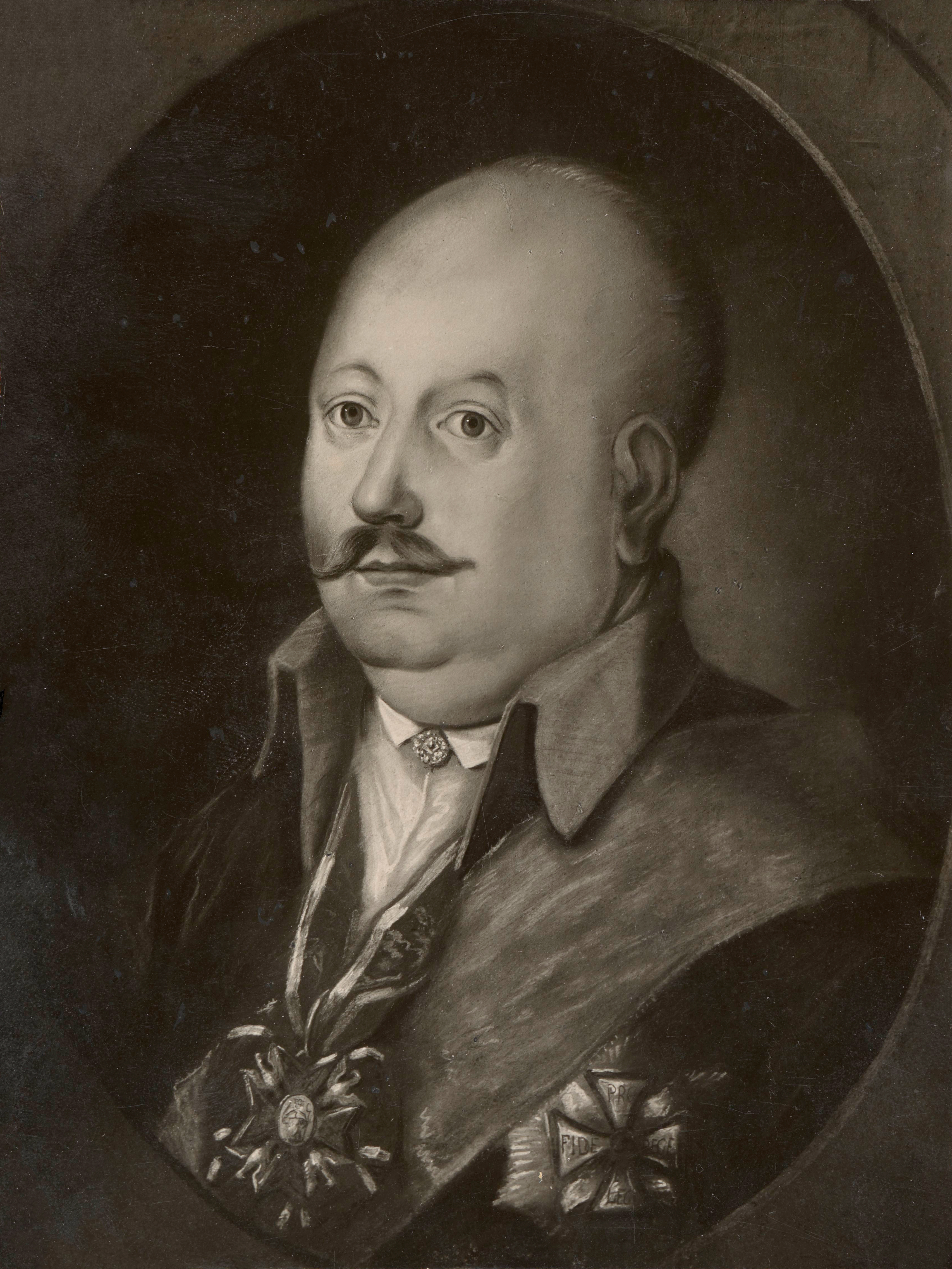
Николай Тадеуш Лопатинский

Инстигаторами великими литовскими были:
- Мальхер Каминский (Каменский) (26 июля  1586—1604
- Николай Пжелевский (Пузелевский) (24 марта 1604—?)
- Яков Залеский (?—1623—?)
- Хризостом Володкевич (11 марта 1626—1633
- Юрий Драславский (21 марта 1633—?)
- Стефан Хжанстовский (1638—1647)
- Самуил Комаровский (1647—?)
- Кристоп Униховский (1649—1659)
- Винцент Орда (22 марта 1659—1665)
- Ян Забжицкий (1666—1670)
- Симон Казимир Курович-Забистоцкий (февраль 1679—1692
- Дионисий Романович (июнь 1692—?)
- Станислав Руткевич (1696—1711)
- Ян Францкевич (25 декабря 1711—1713)
- Казимир Круликовский (16 февраля 1713—1731)
- Михаил Вишневский (16 февраля 1731—1732)
- Станислав-Антон Буржинский (25 апреля 1734—8 мая 1750)
- Николай Тадеуш Лопатинский (9 мая 1750—1761)
- Андрей Зенкович (9 мая 1761—1765)
- Адам Хмара (9 декабря 1765—10 марта 1779)
- Антоний Боженцкий (1775—1782)
- Евстах Юзеф Храповицкий (1779—1783)
- Рафал Слизень (29 января 1782)
- Юзеф Храповицкий (1783—1792)
- Франтишек Войнилович (1794—)

## См также
- Инстигатор
- Вице-инстигатор великий литовский